# Juegos Mundiales de Verano de Olimpiadas Especiales de Atenas 2011
Los Juegos Mundiales de Verano de Olimpíadas Especiales, Atenas 2011 se llevaron a cabo durante el verano de 2011 en Atenas, Grecia.
Más de 7.500 atletas, de 185 países, compitieron en un total de veintidós deportes.
Grecia emitió una moneda conmemorativa de 2 Euros sobre este evento.

## Deportes
- Atletismo
- Bádminton
- Baloncesto
- Balonmano
- Bochas
- Bolos
- Ciclismo
- Deportes acuáticos
- Equitación
- Fútbol
- Golf
- Gimnasia
- Hockey
- Judo
- Levantamiento de potencia
- Navegación a vela
- Patinaje
- Sóftbol
- Tenis
- Tenis de mesa
- Voleibol